# Koning (kaartspel)

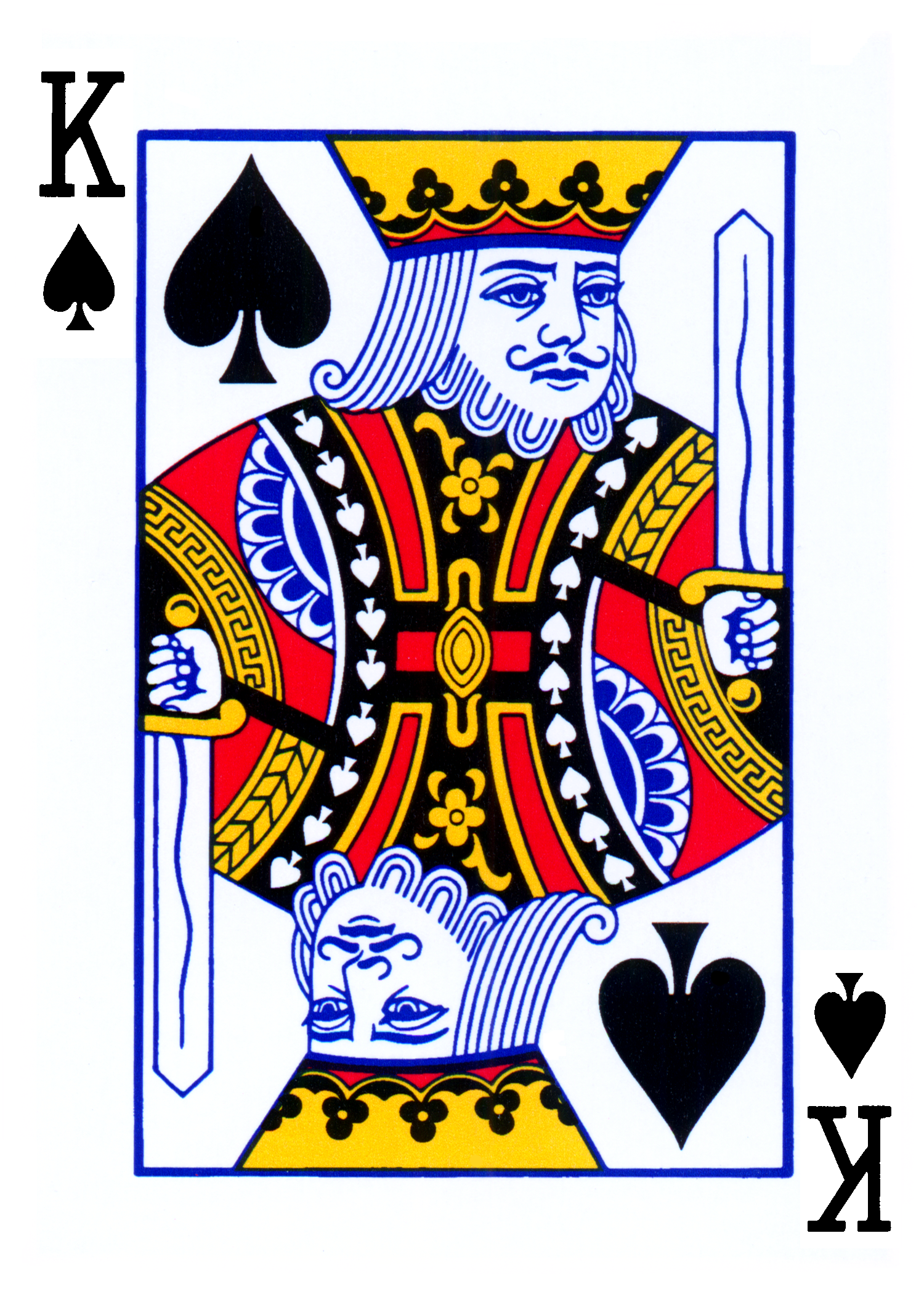
Schoppenheer uit het Anglo-Amerikaanse standaardbeeld. De afbeelding gaat terug op kaarten die sinds de 16e eeuw in Rouen geproduceerd werden; naar Engeland geëxporteerd veroverde dit ontwerp de wereld.

De heer of koning is een soort kaart uit het gebruikelijke kaartspel. Een standaardspel heeft vier heren, één in elke kleur (hartenheer, klaverheer, ruitenheer, schoppenheer). Gewoonlijk is op de kaart een man afgebeeld met een koninklijk gewaad en andere koninklijke symbolen.
In Nederland heet de kaart van oudsher heer, vanwege de republikeinse geschiedenis en in Vlaanderen spreekt men van koning, een vertaling van het Franse 'roi'. Tegenwoordig vindt het woord koning ook meer en meer ingang in Nederland, doordat in het Angelsaksische standaardbeeld de kaart 'king' heet en met 'K' wordt afgekort. In het Nederlandse standaardbeeld is dit 'H' (heer) en in het Franse standaardbeeld, waarmee in Vlaanderen vaak gespeeld wordt 'R'.

## Waarde
Traditioneel was de koning of heer de hoogste kaart van elke kleur,  de vrouw is dan de kaart direct eronder. Tegenwoordig is in de meeste spelen de aas de hoogste kaart en de heer/koning de op een na hoogste. De exacte volgorde verschilt echter afhankelijk van het spel dat gespeeld wordt, het klaverjassen heeft bijvoorbeeld een afwijkende volgorde van de kaarten.
In het traditionele Franse kaartspel worden persoonlijkheden toegekend aan de verschillende heren. Deze traditie is echter pas ontstaan nadat het traditionele ontwerp was ontstaan. De meest voorkomende zijn:
- Schoppenkoning: Koning David (Bijbelse tweede koning van het Verenigd Koninkrijk Israël in de oudheid)
- Hartenkoning: Karel de Grote (eerste middeleeuwse keizer)
- Ruitenkoning: Julius Caesar (Romeins politiek-militair genie en dictator)
- Klaverenkoning: Alexander de Grote (groot veroveraar uit de oudheid)

## Zelfmoordkoning

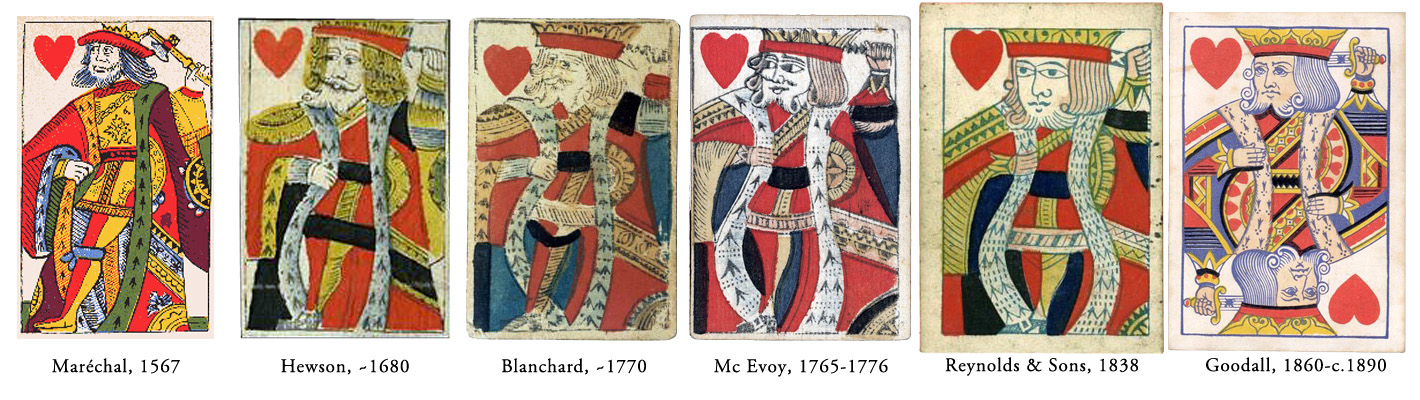
De ontwikkeling van de zelfmoordkoning door de eeuwen heen

De hartenheer in het Anglo-Amerikaanse standaardbeeld lijkt zichzelf in het hoofd te steken met zijn zwaard en wordt in het Engels ook wel de suicide king (zelfmoordkoning) genoemd. Dit is ontstaan doordat de oorspronkelijke 16e-eeuwse kaart uit Rouen een bijl boven zijn hoofd zwaaide, die door overtekenen door de eeuwen heen langzaam is veranderd in een zwaard.

## Referentie
1. ↑  World of Playing Cards, Suicide King. Gearchiveerd op 26 oktober 2021.